# Michael Tonge
Michael William Eric Tonge (Mánchester, Inglaterra, 7 de abril de 1983) es un futbolista inglés que juega de centrocampista. Se crio en las categorías inferiores del Manchester United.

## Selección nacional
Ha sido internacional con la selección de fútbol sub-21 de Inglaterra.

## Clubes
| Club                             | País       | Año       |
| -------------------------------- | ---------- | --------- |
| Sheffield United F. C.           | Inglaterra | 2001-2008 |
| Stoke City F. C.                 | Inglaterra | 2008-2013 |
| Preston North End F. C. (cedido) | Inglaterra | 2009      |
| Derby County F. C. (cedido)      | Inglaterra | 2010      |
| Preston North End F. C. (cedido) | Inglaterra | 2010      |
| Barnsley F. C. (cedido)          | Inglaterra | 2012      |
| Leeds United F. C. (cedido)      | Inglaterra | 2012      |
| Leeds United F. C.               | Inglaterra | 2013-2015 |
| Millwall F. C. (cedido)          | Inglaterra | 2015      |
| Stevenage F. C.                  | Inglaterra | 2015-2017 |
| Port Vale F. C.                  | Inglaterra | 2017-2019 |